# Femte Guldsmedstjärnen
Femte Guldsmedstjärnen är en sjö i Rättviks kommun i Dalarna och ingår i Dalälvens huvudavrinningsområde. Sjön har en area på 0,0755 kvadratkilometer och ligger 247 meter över havet.

## Delavrinningsområde
Femte Guldsmedstjärnen ingår i det delavrinningsområde (679275-148428) som SMHI kallar för Utloppet av Gammelbosjön. Medelhöjden är 254 meter över havet och ytan är 10,65 kvadratkilometer. Räknas de 10 avrinningsområdena uppströms in blir den ackumulerade arean 92,71 kvadratkilometer. Oxnäsån som avvattnar avrinningsområdet har biflödesordning 3, vilket innebär att vattnet flödar genom totalt 3 vattendrag innan det når havet efter 313 kilometer. Avrinningsområdet består mestadels av skog (49 procent) och sankmarker (19 procent). Avrinningsområdet har 2,43 kvadratkilometer vattenytor vilket ger det en sjöprocent på 22,8 procent.